# Station Rijswijk
Station Rijswijk is een spoorwegstation in de Nederlandse plaats Rijswijk (Zuid-Holland) aan de Oude Lijn tussen Den Haag HS en Delft. Het station bevindt zich in de spoortunnel Rijswijk. Alleen  Sprinters stoppen op dit onbemande station.

## Geschiedenis
Het oorspronkelijk bovengronds gelegen station werd in 1965 geopend en ging in 1996 ondergronds. Daarvoor deelde Rijswijk aan dezelfde spoorlijn van 1847 tot en met 1938 een stopplaats met Wateringen, te weten stopplaats Rijswijk-Wateringen nabij de huidige spoorwegovergang van de Van Vredenburchweg. Bij de kruising van het spoor met de Sir Winston Churchilllaan (die tot 1965 de Kleiweg heette) was van 1887 tot 1906 de stopplaats Kleiweg, ongeveer op de plek waar zich tegenwoordig een toegang van het station Rijswijk (aan de Delftse zijde) bevindt.

## Beschrijving
Sinds de aanleg van de spoortunnel in 1996 (de architect was Theo J.B. Fikkers) is het station ondergronds gelegen. De ondergrondse tunnelbuis is ongeveer 650 meter lang. De twee eilandperrons zijn ongeveer 350 meter lang. Boven de perrons bevindt zich een eenvoudig park met kleine glazen piramides die voor daglicht op de perrons zorgen. Twee van deze kleine piramides lijken een nooduitgang te bevatten, maar dat zijn het niet. In de piramides is kunst met neonlicht aangebracht van de kunstenaar Herman Lamers.
Het station heeft twee ingangen (ongeveer 300 meter gescheiden). Aan de ene zijde aan het Piramideplein, is boven de ingang een volledige glazen piramide gebouwd. Aan de andere zijde, aan het Generaal Eisenhowerplein (aangelegd boven de kruising van het spoor met de Sir Winston Churchilllaan), is een afgetopte piramide gebouwd. Boven deze piramide is een kantoorgebouw gesitueerd. Op dit plein bevinden zich een halte van tramlijn 17, bushaltes en een taxistandplaats. Tevens is op dit plein een appartementencomplex gebouwd, dat evenals het kantoorgebouw gedeeltelijk zweeft boven de tunnelbuis. Bij de stationsingang bij de piramide bevinden zich een betaald toilet, bewaakte en onbewaakte fietsenstalling en een kleine autoparkeerplaats. Aan de zijde van het Generaal Eisenhowerplein zijn toiletten, een eetgelegenheid en een bewaakte fietsenstalling. De Sprinters stoppen aan de zijde van het Generaal Eisenhowerplein. 
Bij een kleine steekproef in 2016 door reizigersorganisatie Rover bleek dat station Rijswijk door een groep reizigers als het onaangenaamste station van Nederland werd beschouwd.
Het Rijswijkse station is het enige station in Nederland dat niet (geheel) in bezit is van de NS of ProRail, maar van de gemeente.

## Treinen
Het station wordt in de dienstregeling 2025 door de volgende treinseries bediend:
| Serie | Treinsoort    | Route | Bijzonderheden                                                    |
| ----- | ------------- | --- | ----------------------------------------------------------------- |
| 5000  | Sprinter (NS) | Den Haag Centraal – Den Haag HS – Rijswijk – Delft – Schiedam Centrum – Rotterdam Centraal – Rotterdam Blaak – Rotterdam Lombardijen – Dordrecht | Rijdt niet na 20:00 uur en in het weekend.                        |
| 5100  | Sprinter (NS) | Den Haag Centraal – Den Haag HS – Rijswijk – Delft – Schiedam Centrum – Rotterdam Centraal – Rotterdam Blaak – Rotterdam Lombardijen – Dordrecht |                                                                   |
| 5200  | Sprinter (NS) | Den Haag Centraal – Den Haag HS – Rijswijk – Delft – Schiedam Centrum – Rotterdam Centraal – Rotterdam Blaak – Rotterdam Lombardijen – Dordrecht | Rijdt enkel van maandag tot en met donderdag tot circa 19:00 uur. |

## Tram-/buslijnen

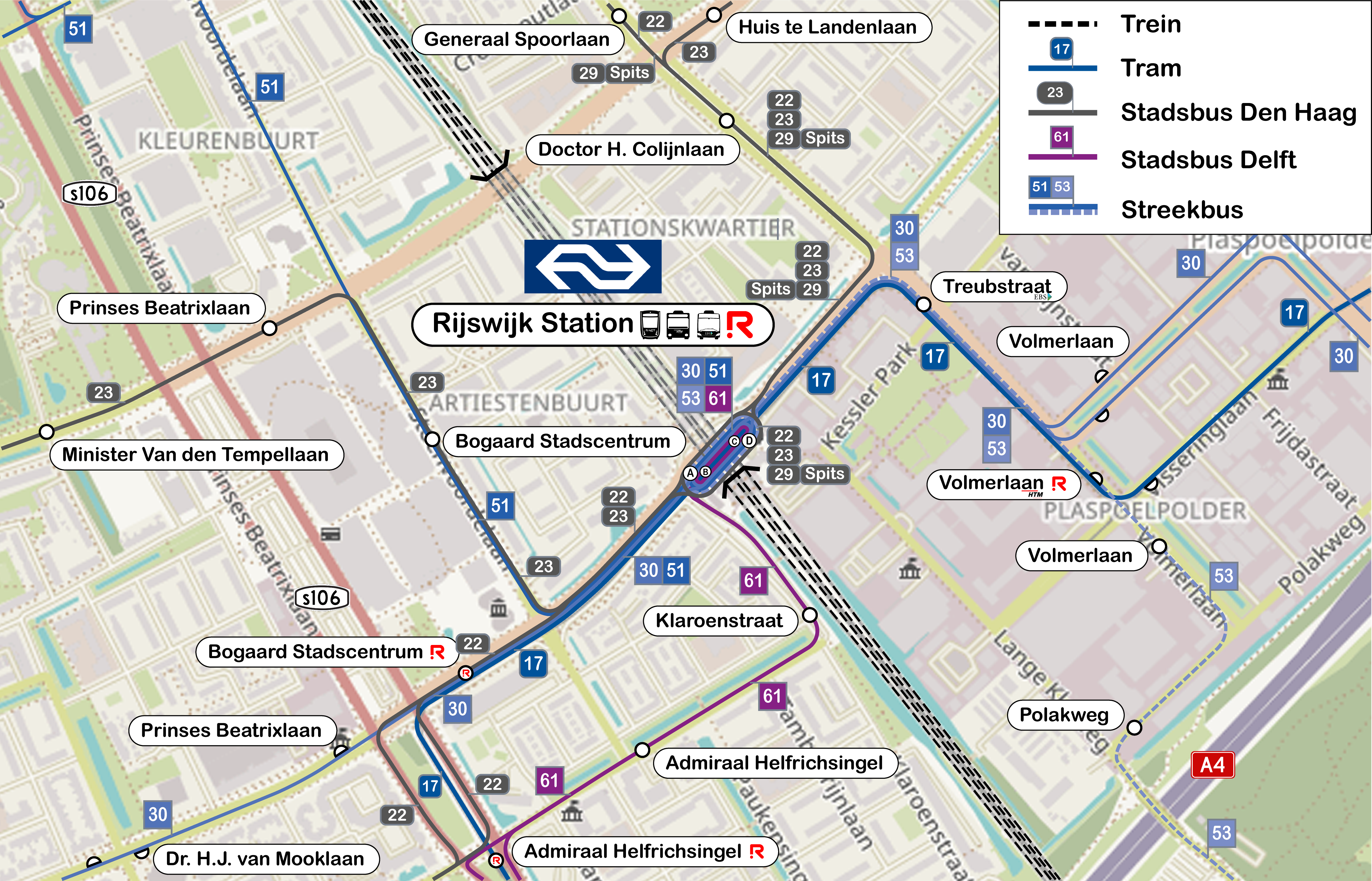
Lijnen van HTM en EBS in de omgeving van Station Rijswijk (situatie per 9 januari 2022).

De volgende tram-/buslijnen stoppen op station Rijswijk:
| Perron | Lijn | Bestemming                                    | Via | Vervoerder | Opmerkingen                                                                                   |
| ------ | ---- | --------------------------------------------- | --- | ---------- | --------------------------------------------------------------------------------------------- |
| A      | 22   | Rijswijk De Schilp                            | Bogaard stadscentrum, Steenvoorde | HTM        |                                                                                               |
| A      | 23   | Den Haag Colijnplein (/Kijkduin (Deltaplein)) | Bogaard stadscentrum, De Schilp, Moerwijk, Zuiderpark, Winkelcentrum Leyweg, Leyenburg, Vruchtenbuurt, Bohemen                                                         | HTM        |                                                                                               |
| A      | 30   | Naaldwijk, Busstation                         | Bogaard stadscentrum, Wateringen, Kwintsheul, Honselersdijk | EBS        |                                                                                               |
| A      | 51   | Den Haag, Grote Markt                         | Bogaard stadscentrum, Haagse Markt | EBS        |                                                                                               |
| B      | 17   | Wateringen                                    | Bogaard stadscentrum, Eikelenburg, Wateringse Veld | HTM        |                                                                                               |
| C      | 17   | Den Haag Statenkwartier                       | Plaspoelpolder, Spoorwijk, Laakkwartier, Station Hollands Spoor, Rijswijkseplein, Centraal Station, Korte Voorhout, Buitenhof, Centrum, Zeeheldenkwartier, Kunstmuseum | HTM        |                                                                                               |
| D      | 22   | Den Haag Duindorp                             | Laakkwartier, MegaStores, Station Hollands Spoor, Centraal Station, Centrum, Kneuterdijk, Plein 1813, Javastraat, Madurodam, Kurhaus, Scheveningen                     | HTM        |                                                                                               |
| D      | 23   | Scheveningen Noord                            | Diaconessenhuis, Voorburg Station, Voorburg, Station Laan van NOI, Bezuidenhout, HMC Bronovo, Kurhaus                                                                  | HTM        |                                                                                               |
| D      | 29   | Den Haag Oude Waalsdorperweg                  | Laakkwartier, MegaStores, Station Hollands Spoor, Centraal Station, Malieveld, Benoordenhout, HMC Bronovo, Waalsdorperweg                                              | HTM        | Spitslijn.                                                                                    |
| D      | 30   | Zoetermeer, Centrum-West                      | Ypenburg, Station, Leidschenveen, Voorweg | EBS        |                                                                                               |
| D      | 53   | Delft, Station                                | 't Haantje | EBS        | Rijdt alleen op werkdagen tussen 7:30 en 18:30 uur, tussen 9:30 en 16:00 uur als Delfthopper. |
| D      | 61   | Delft, Station                                | Sion, Kuyperwijk, Hoornse Hof, Hof van Delft | EBS        |                                                                                               |

## Foto's

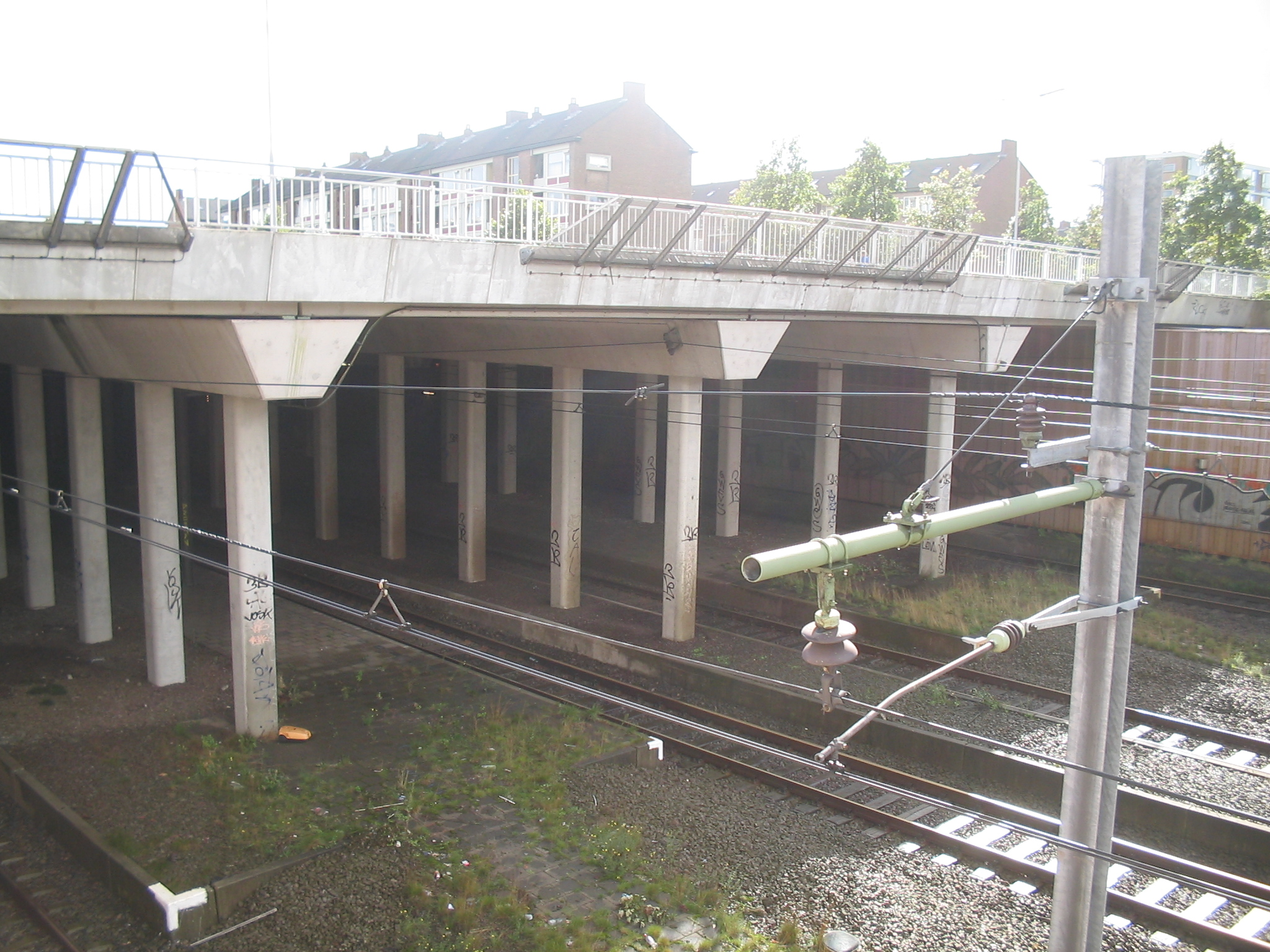
Ingang spoorwegtunnel noordzijde
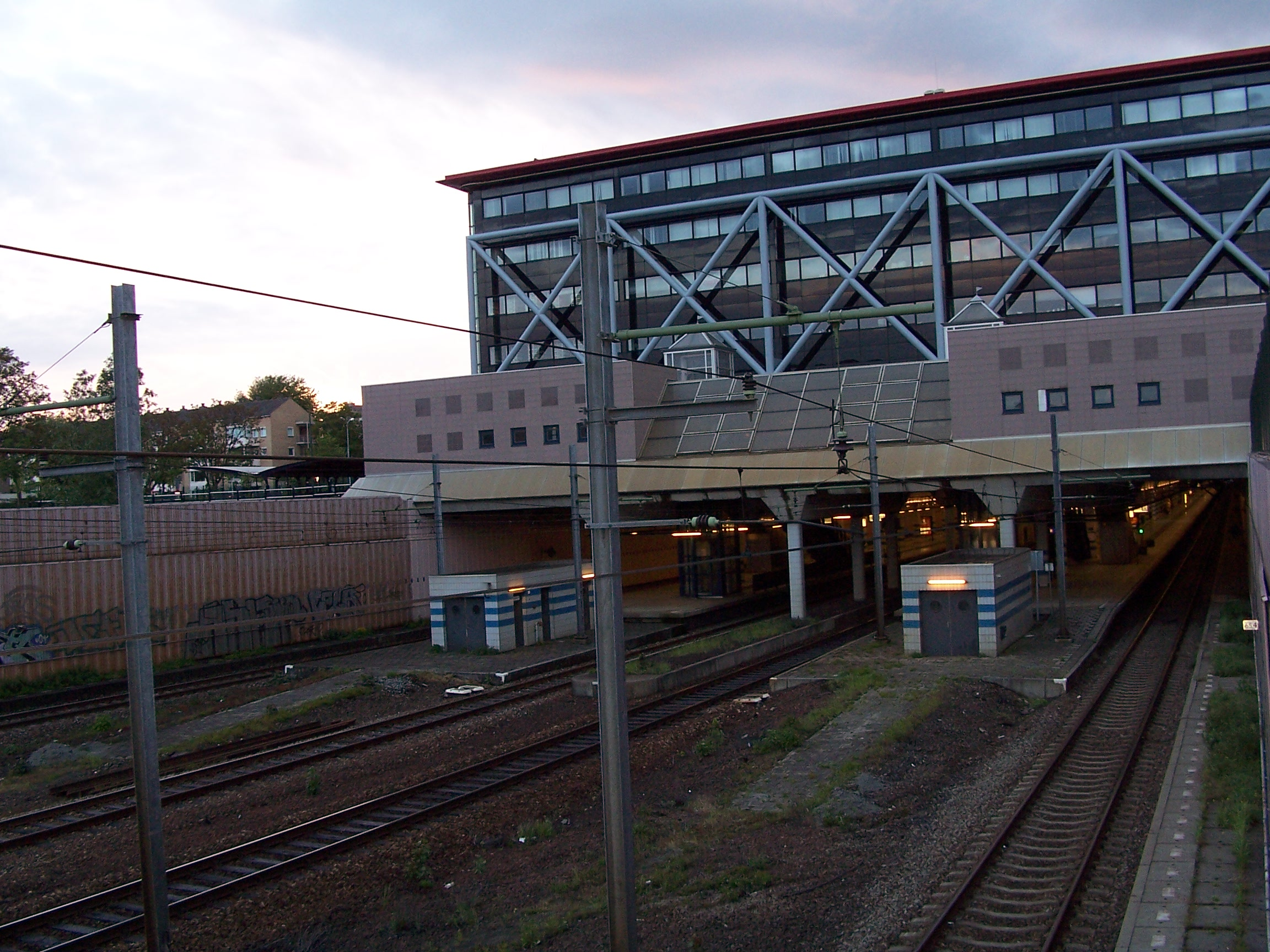
Perrons vanaf buiten
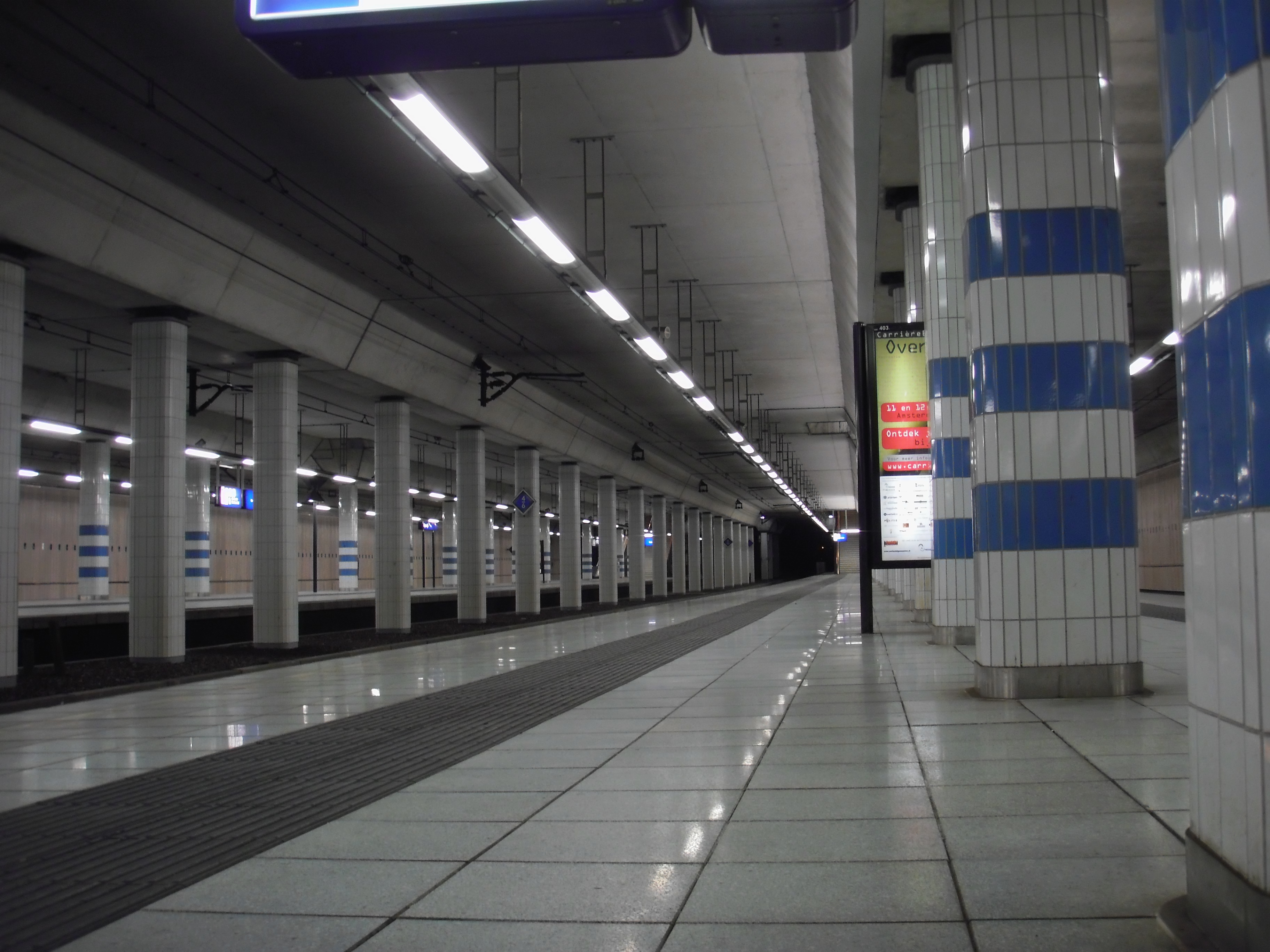
Perrons van binnen
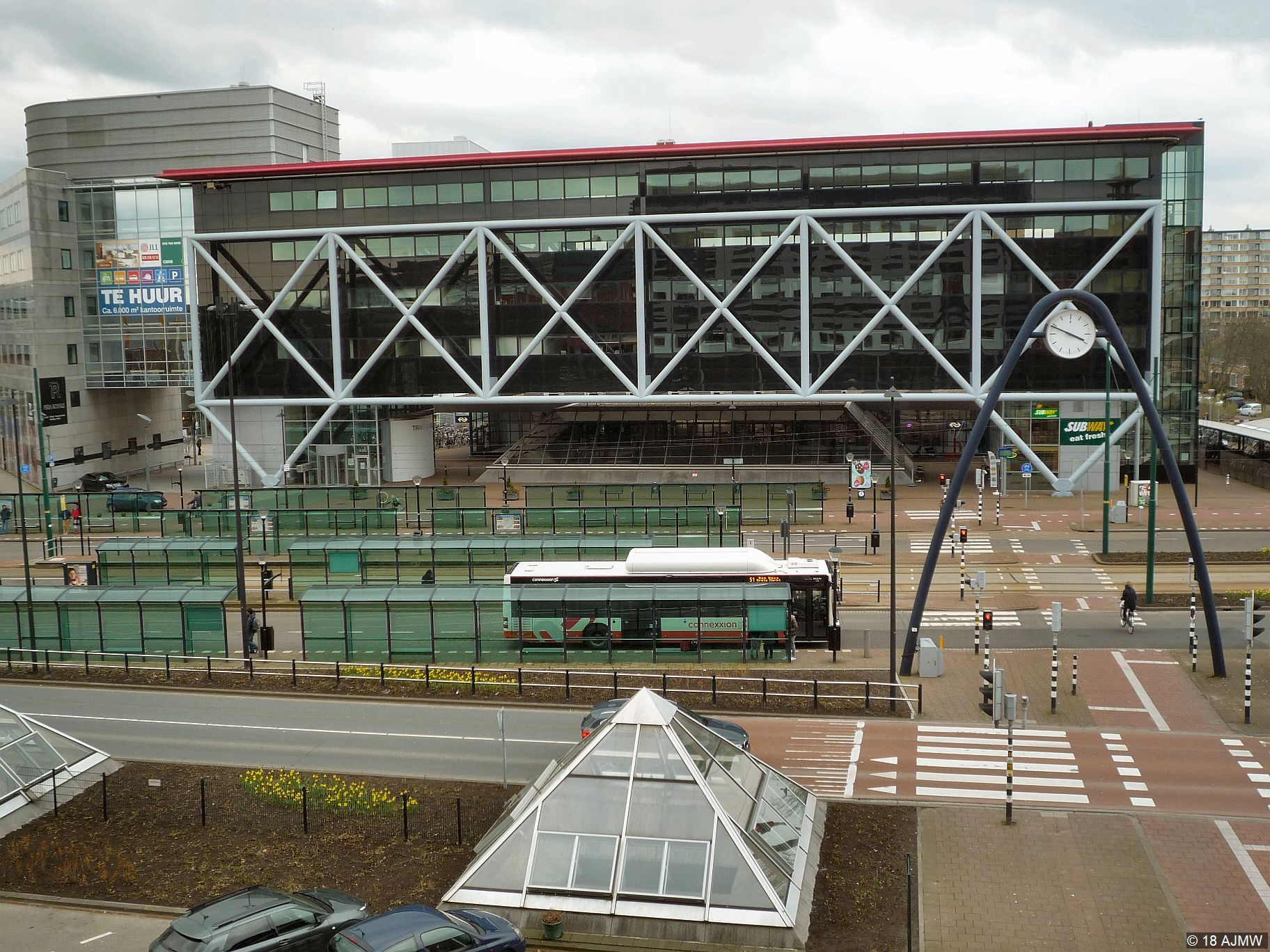
Station Rijswijk aan zijde Generaal Eisenhowerplein met bovengebouwd kantoorgebouw.
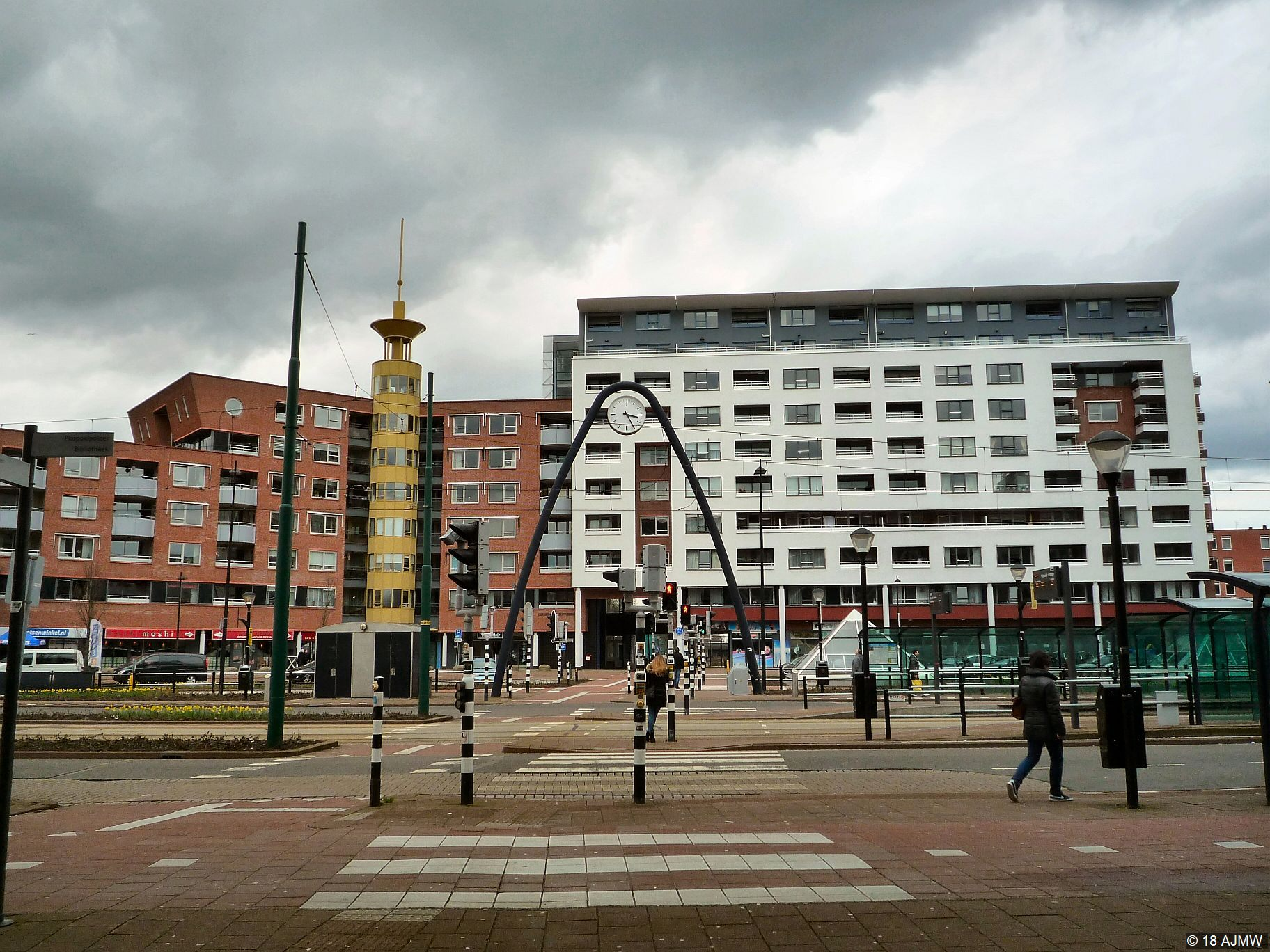
Appartementencomplex Oriënt Express dat gebouwd is boven het ondergrondse station in Rijswijk.
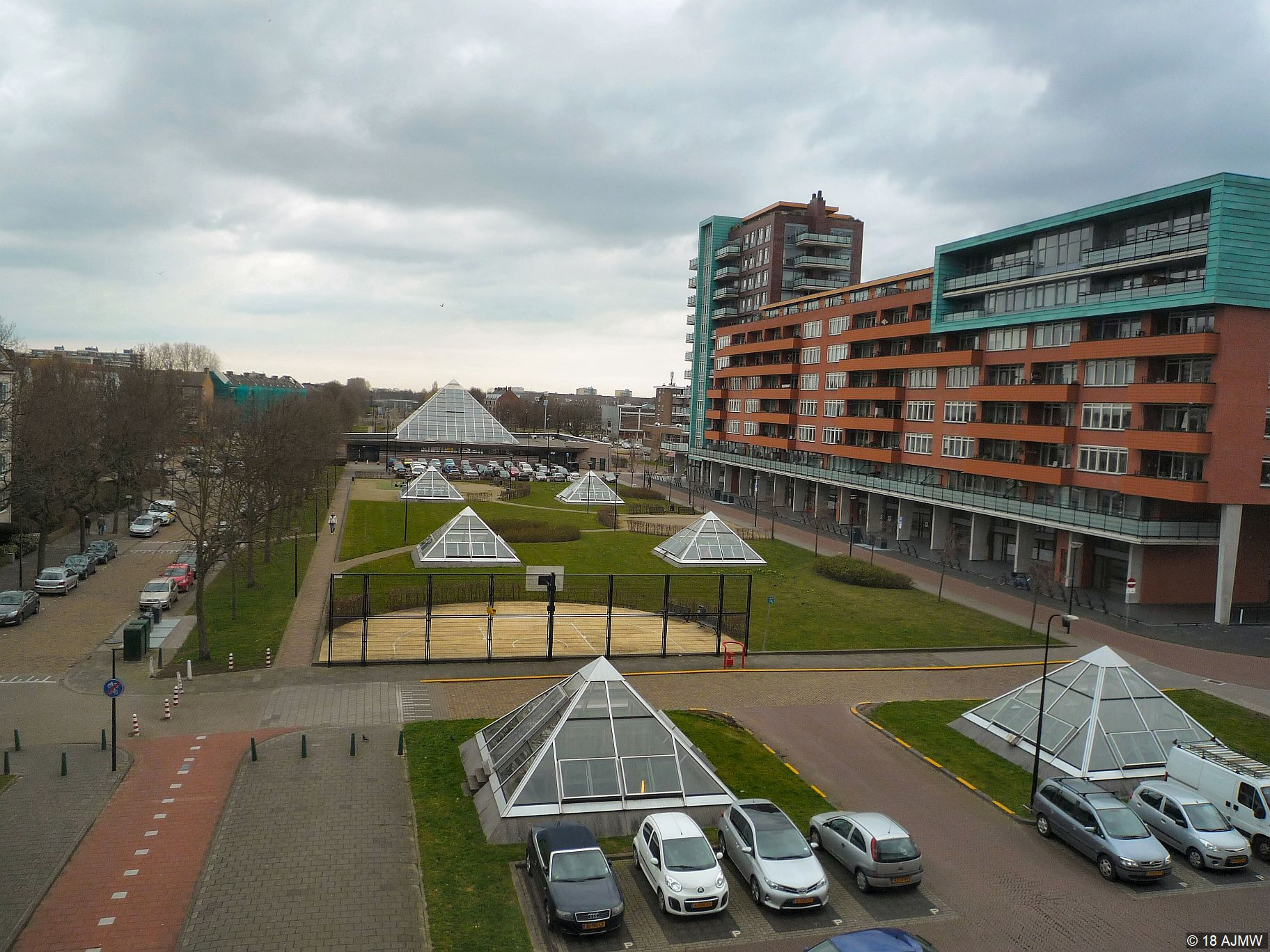
Park boven perrons van ondergronds station in Rijswijk.
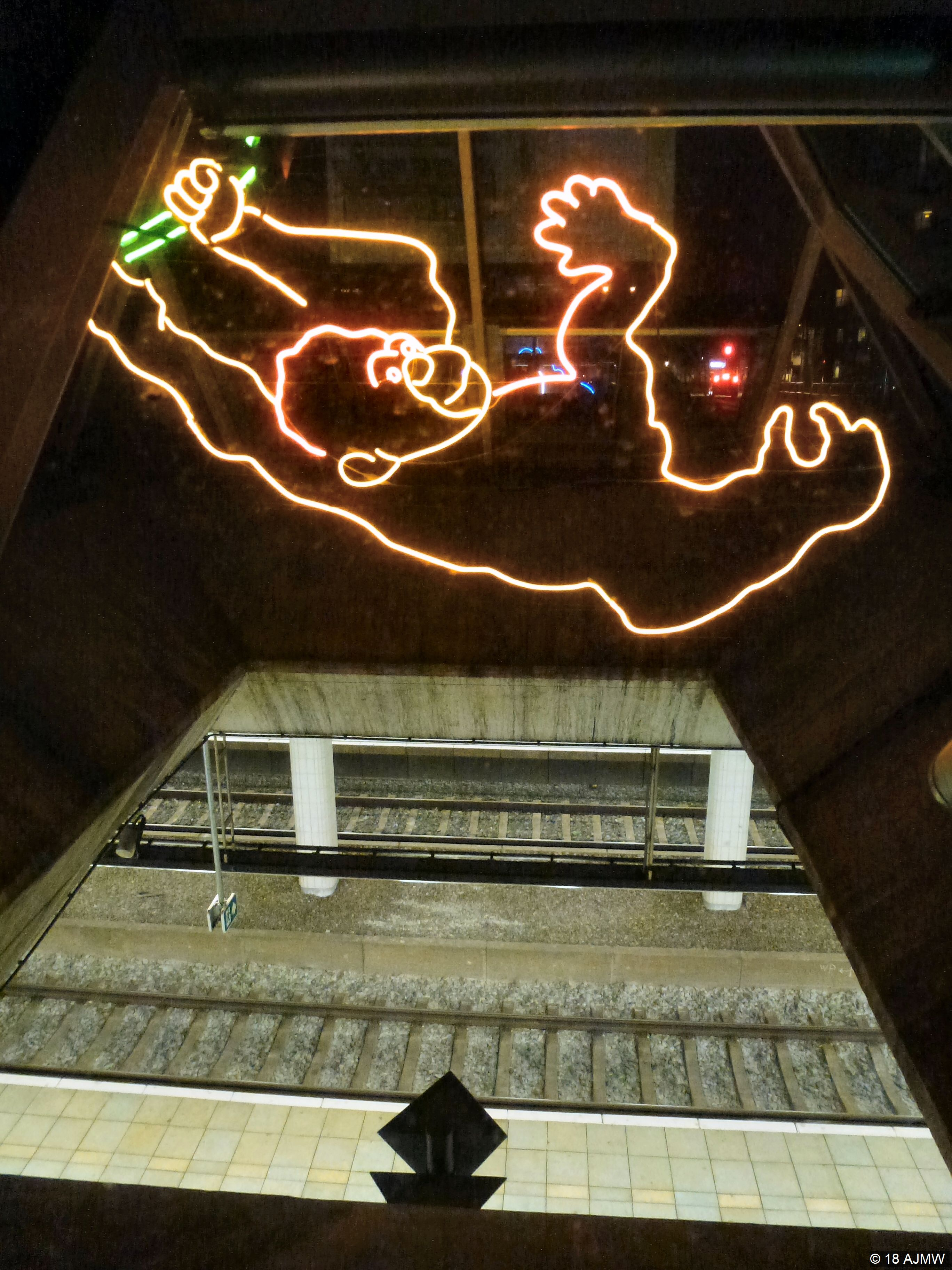
Neon 'kunstwerk' in een van de kleine piramides van het station in Rijswijk (genomen van buiten/boven naar beneden).
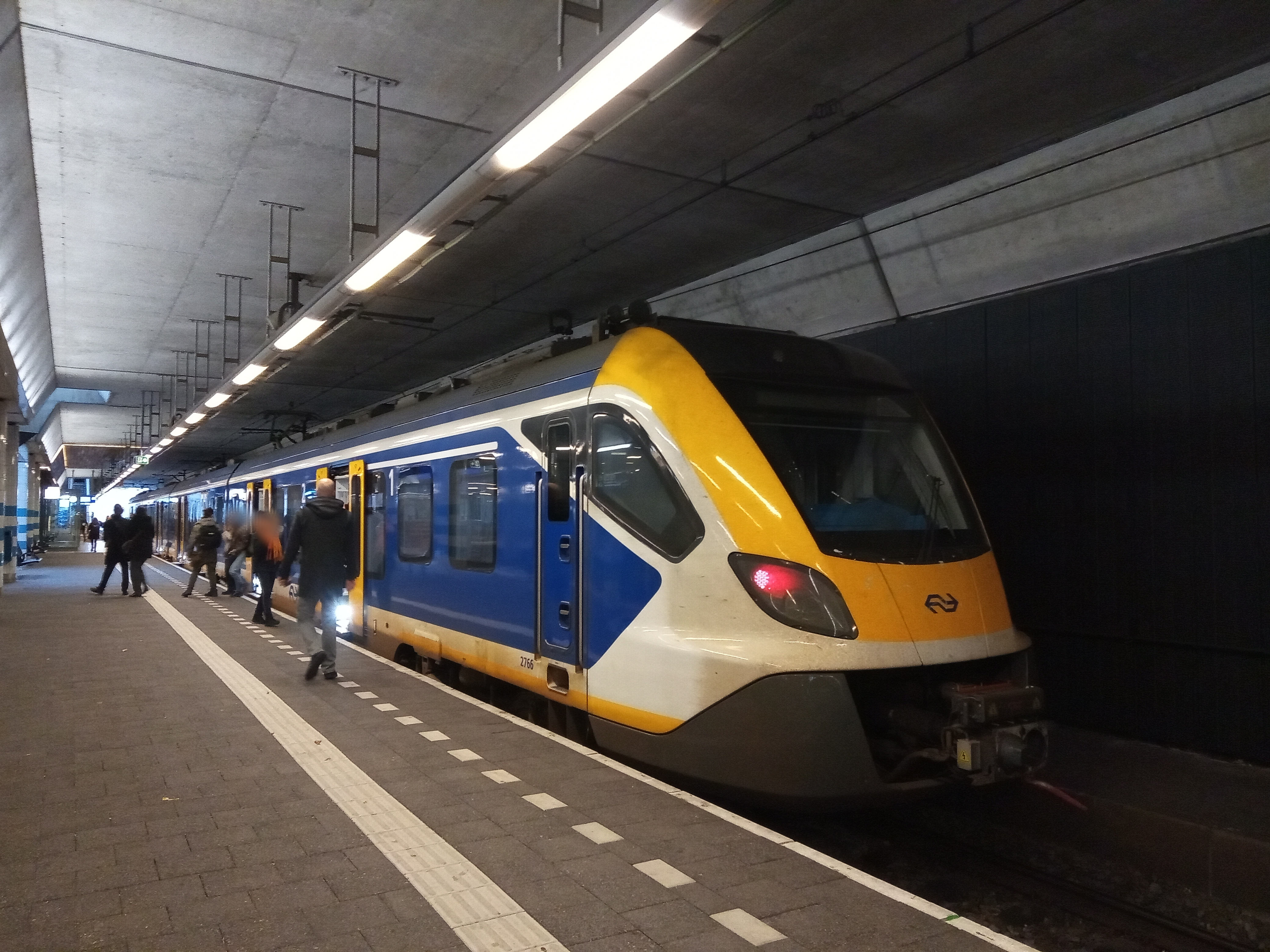
Sprinter richting Schiedam Centrum op het perron van Station Rijswijk.

## Ontwikkeling aantal reizigers
Het aantal door NS vervoerde reizigers (per gemiddelde werkdag) ontwikkelde zich sedert 2019 als volgt:
| Jaar | Aantal reizigers |
| ---- | ---------------- |
| 2019 | 7.060            |
| 2020 | 3.060            |
| 2021 | 3.237            |
| 2022 | 4.532            |
| 2023 | 5.292            |
| 2024 | 5.430            |

−1: Amsterdam Centraal ·
−1: Amsterdam Westerdok ·
0: Amsterdam Willemspoort ·
0: Amsterdam d'Eenhonderd Roe ·
3: Amsterdam Sloterdijk ·
9: Halfweg-Zwanenburg ·
14: Haarlem Spaarnwoude
17: Haarlem ·
21: Heemstede-Aerdenhout ·
25: Vogelenzang ·
28: Hillegom ·
30: Veenenburg ·
32: Lisse ·
36: Piet Gijzenbrug ·
38: Voorhout ·
41: Postbrug ·
42: Warmond ·
46: Leiden Centraal ·
48: De Vink ·
51: Voorschoten ·
54: Statistiek ·
57: Den Haag Mariahoeve ·
59: Den Haag Laan van NOI ·
61: Den Haag HS ·
63: Den Haag Moerwijk ·
65: Rijswijk ·
69: Delft ·
71: Delft Campus ·
77: Kethel ·
80: Schiedam Centrum ·
82: Beukelsdijk ·
84: Rotterdam Delftse Poort ·
84: Rotterdam Centraal
Alphen a/d Rijn ·
Arkel · 
Barendrecht · 
Bodegraven · 
Boskoop · 
-Snijdelwijk · 
Boven Hardinxveld · 
Capelle Schollevaar · 
De Vink · 
Delft · 
-Campus · 
Den Haag:
-Centraal · 
-HS ·
-Laan van NOI · 
-Mariahoeve · 
-Moerwijk · 
-Ypenburg · 
Dordrecht · 
-Stadspolders ·
-Zuid ·
Gorinchem · 
Gouda · 
-Goverwelle · 
Hardinxveld:
-Blauwe Zoom · 
-Giessendam · 
Hillegom · 
Lansingerland-Zoetermeer · 
Leiden:
-Centraal · 
-Lammenschans · 
Nieuwerkerk a/d IJssel · 
Rijswijk · 
Rotterdam:
-Alexander · 
-Blaak · 
-Centraal · 
-Lombardijen · 
-Noord · 
-Stadion · 
-Zuid · 
Sassenheim · 
Schiedam Centrum · 
Sliedrecht · 
-Baanhoek · 
Voorburg · 
Voorhout · 
Voorschoten ·
Waddinxveen · 
-Noord ·
-Triangel ·
Zoetermeer · 
-Oost · 
Zwijndrecht
Geplande stations:
Gorinchem Noord · Hazerswoude-Koudekerk · Schiedam Kethel
Voormalige stations: zie de lijst van voormalige spoorwegstations in Zuid-Holland